# Gaediopsis sierricola
Gaediopsis sierricola är en tvåvingeart som först beskrevs av Townsend 1908.  Gaediopsis sierricola ingår i släktet Gaediopsis och familjen parasitflugor. Inga underarter finns listade i Catalogue of Life.